# バーンパイン駅
バーンパイン駅（バーンパインえき、タイ語:สถานีรถไฟบางปะอิน）は、タイ王国中部アユタヤ県バーンパイン郡にある、タイ国有鉄道北本線の駅である。

## 概要
バーンパイン駅は、タイ王国中部アユタヤ県の、人口9万人が暮らすバーンパイン郡にある。駅の正面側は西向きであり、町の中心部に位置するが、小さな町である。駅の反対側には1989年に設立されたバーンパイン工業団地がある。
一等駅であり（2012年3月15日に2等駅から昇格）タイ国鉄の北本線と東北本線の共用区間に位置する。この為列車頻度が高く、1日当たり31列車（下り15本、上り16本）の発着があり、その内訳は快速9本、普通11往復であり、特急、急行は停車しない。

当駅を含むランシット駅-バーンパーチー分岐駅は3線区間である。
クルンテープ駅から58.00kmであり、普通列車利用の場合運賃は12バーツ（約30円）となっており、所要時間は1時間30分程度である。
当駅より800m程南に、バーンパイン宮殿がありそのため当駅には王室専用待合所がある。

## 歴史
タイ最初の官営鉄道としてバンコク - ナコンラチャシーマが建設される事になり、その最初の開通区間として当駅を含むクルンテープ駅 - アユタヤ駅間が、1897年3月26日に開業し、当駅も同時に供用開始した。
当初の目的地であったナコンラチャシーマまで開通後、支線を建設する事となり、当駅より31.95km北にあるバーンパーチー駅より分岐してチエンマイまで完成した。これが北本線である。
- 1897年3月26日 【開業】クルンテープ駅 - アユタヤ駅 (71.08km)

## 駅構造

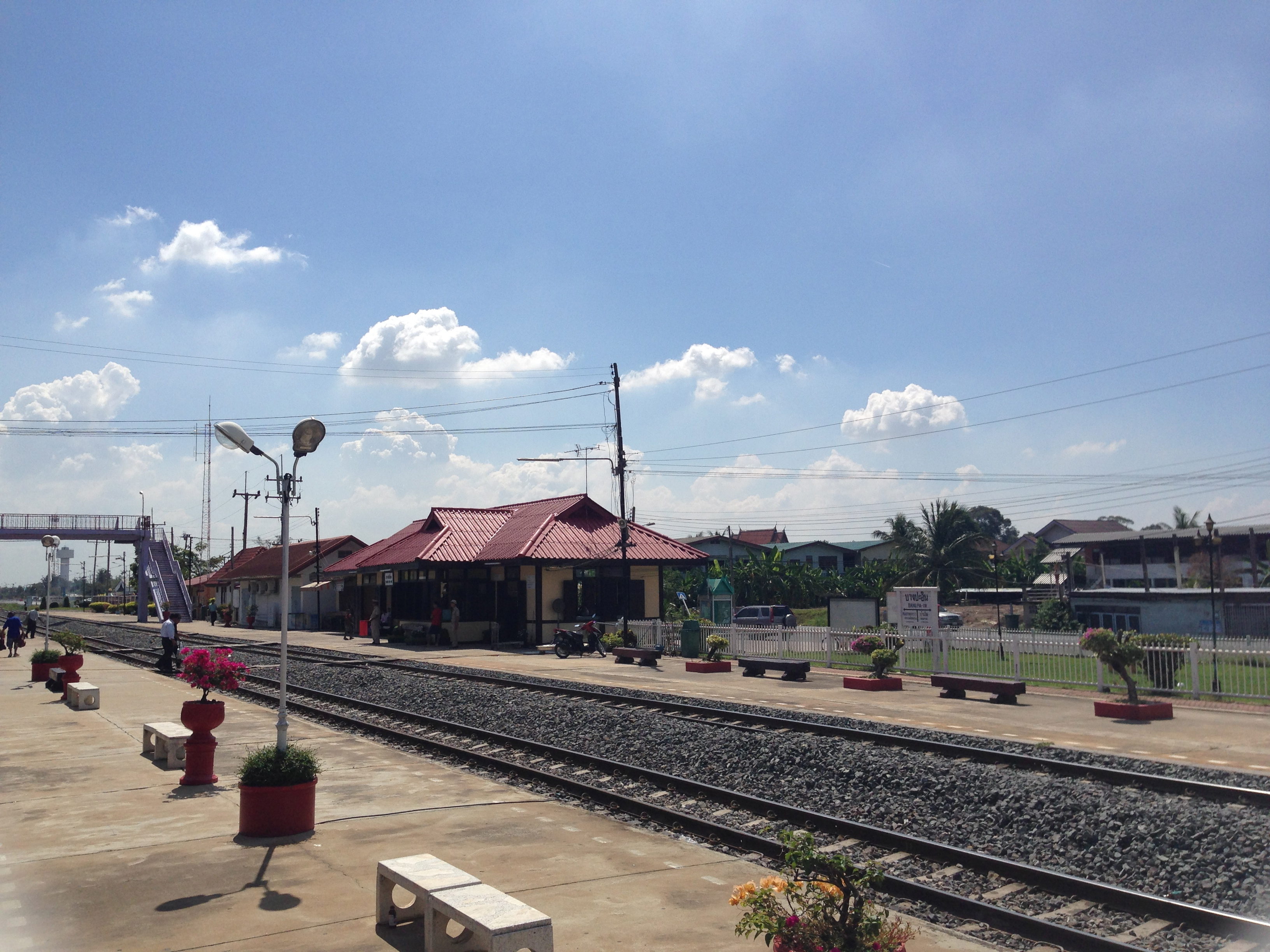
駅構内

単式1面、及び島式2面の複合型ホーム3面4線をもつ地上駅であり、駅舎はホームに面している。

## 駅周辺

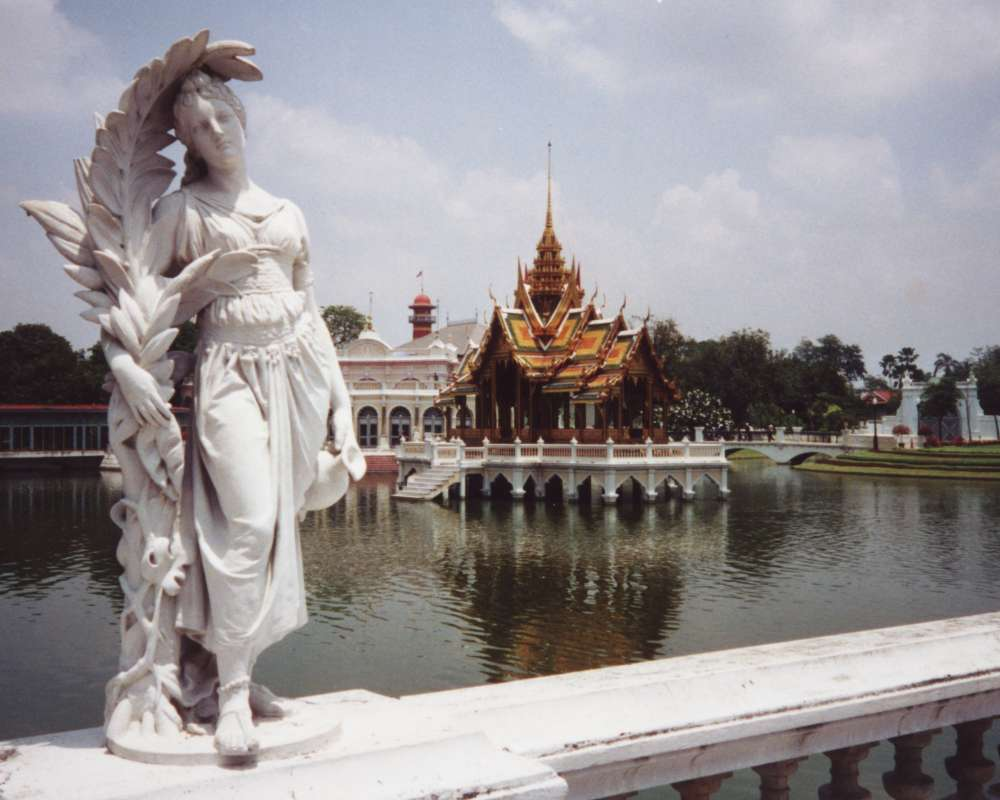
バーンパイン宮殿（プラティーナン・アイスワンティップアート）

- バーンパイン宮殿 (800m)
- バーンパイン工業団地 (3.5km)